# Parornix
Parornix är ett släkte av fjärilar som beskrevs av Arnold Spuler 1910. Parornix ingår i familjen styltmalar.

## Bildgalleri

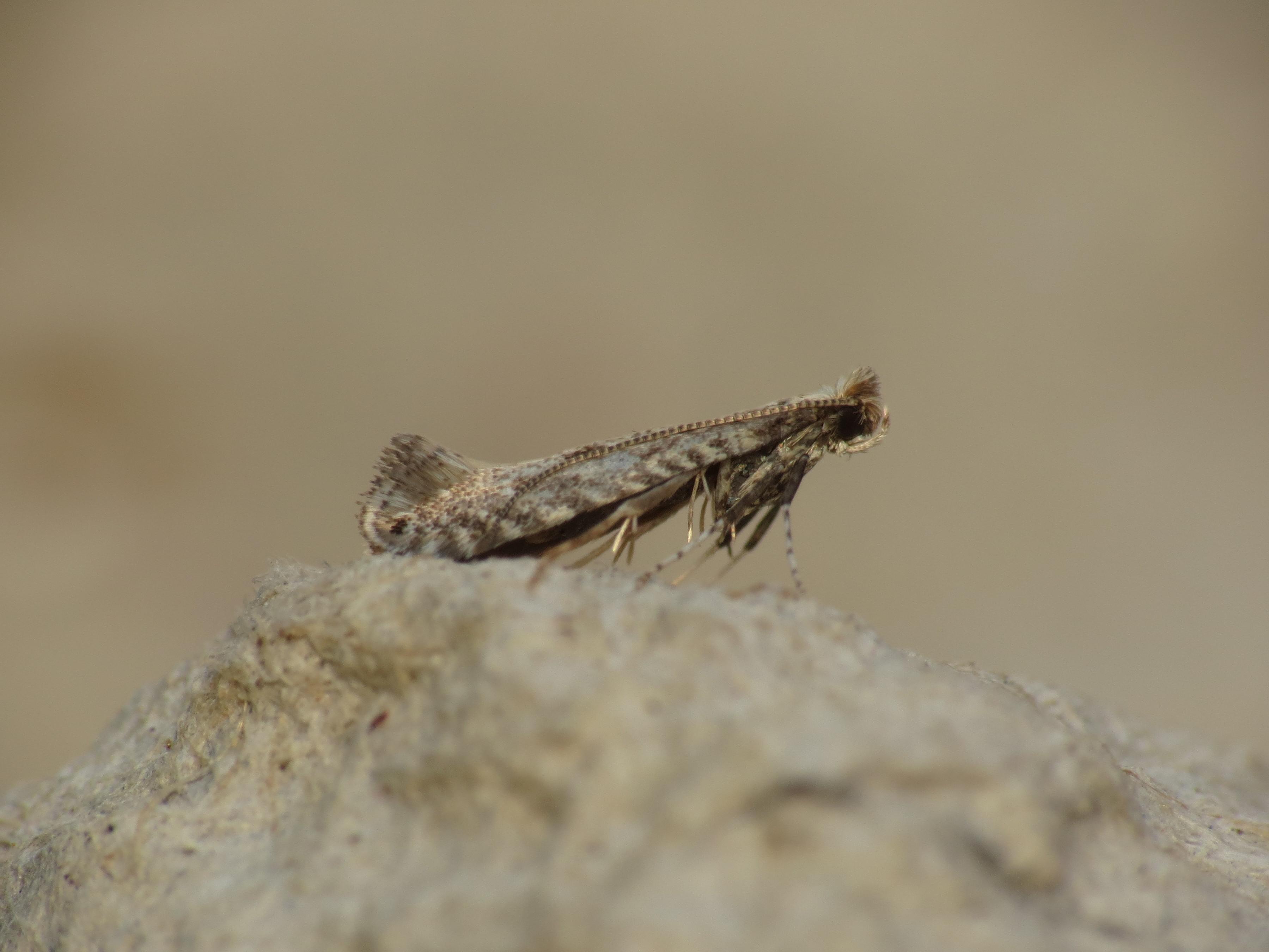
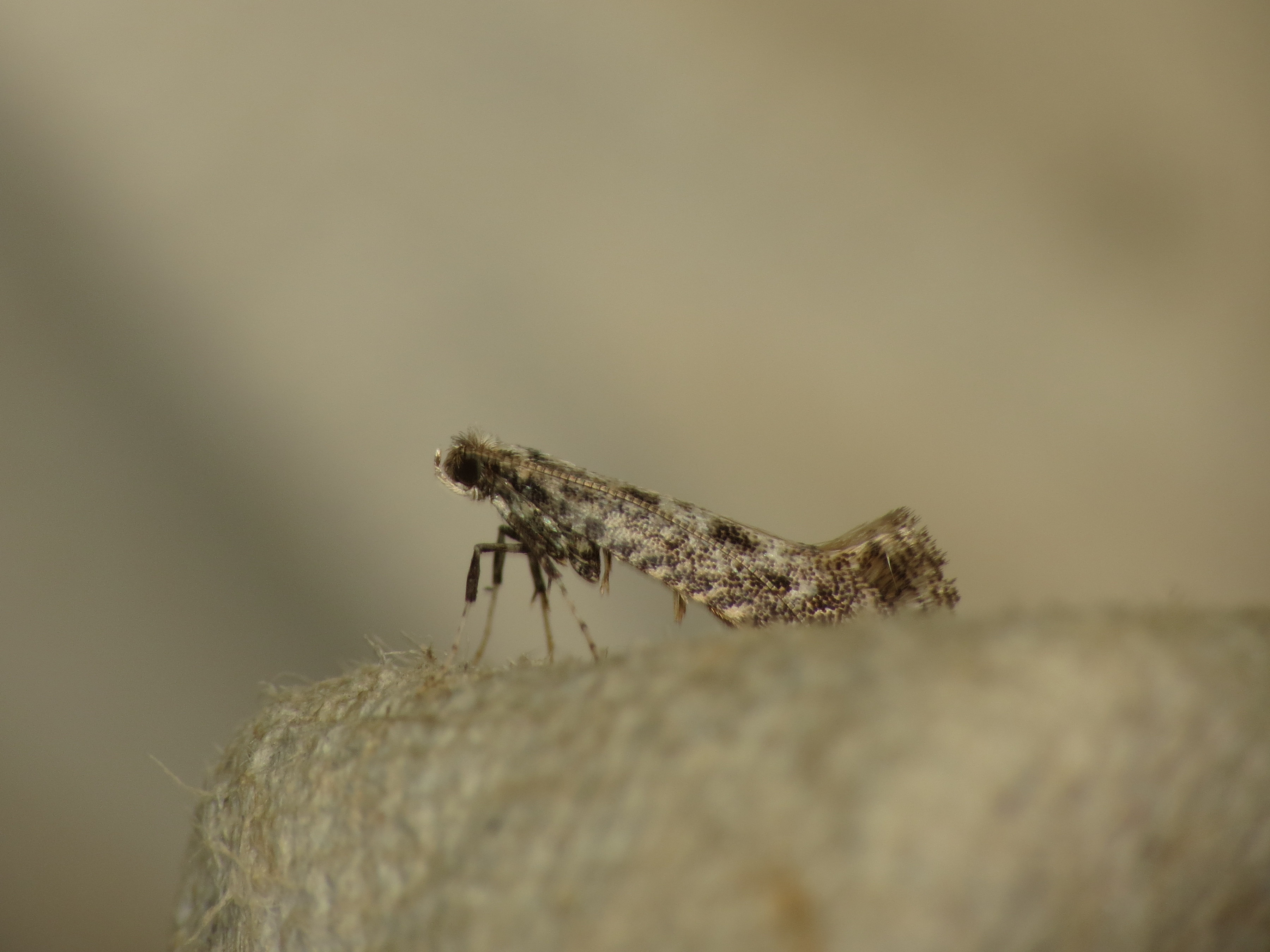
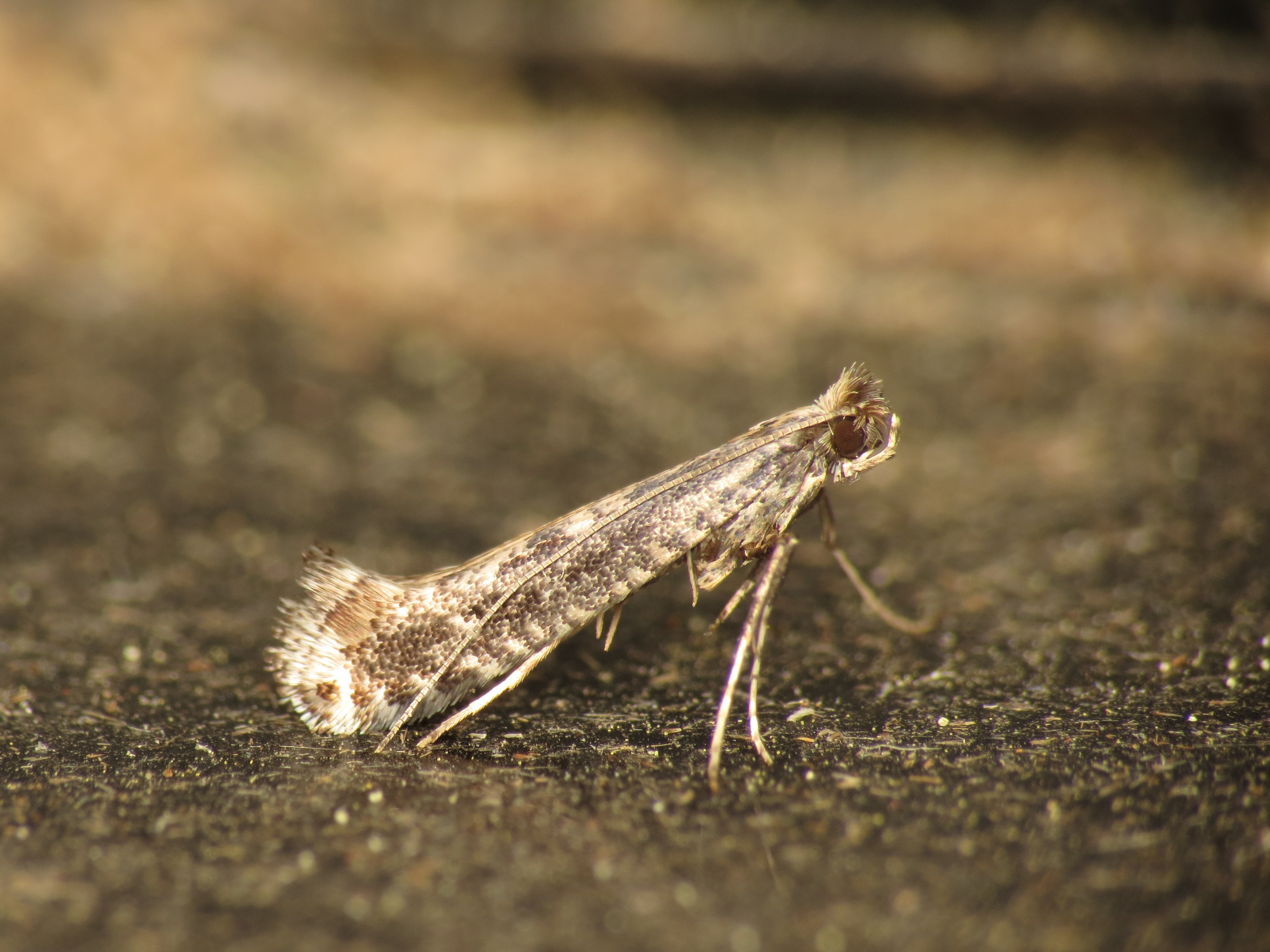
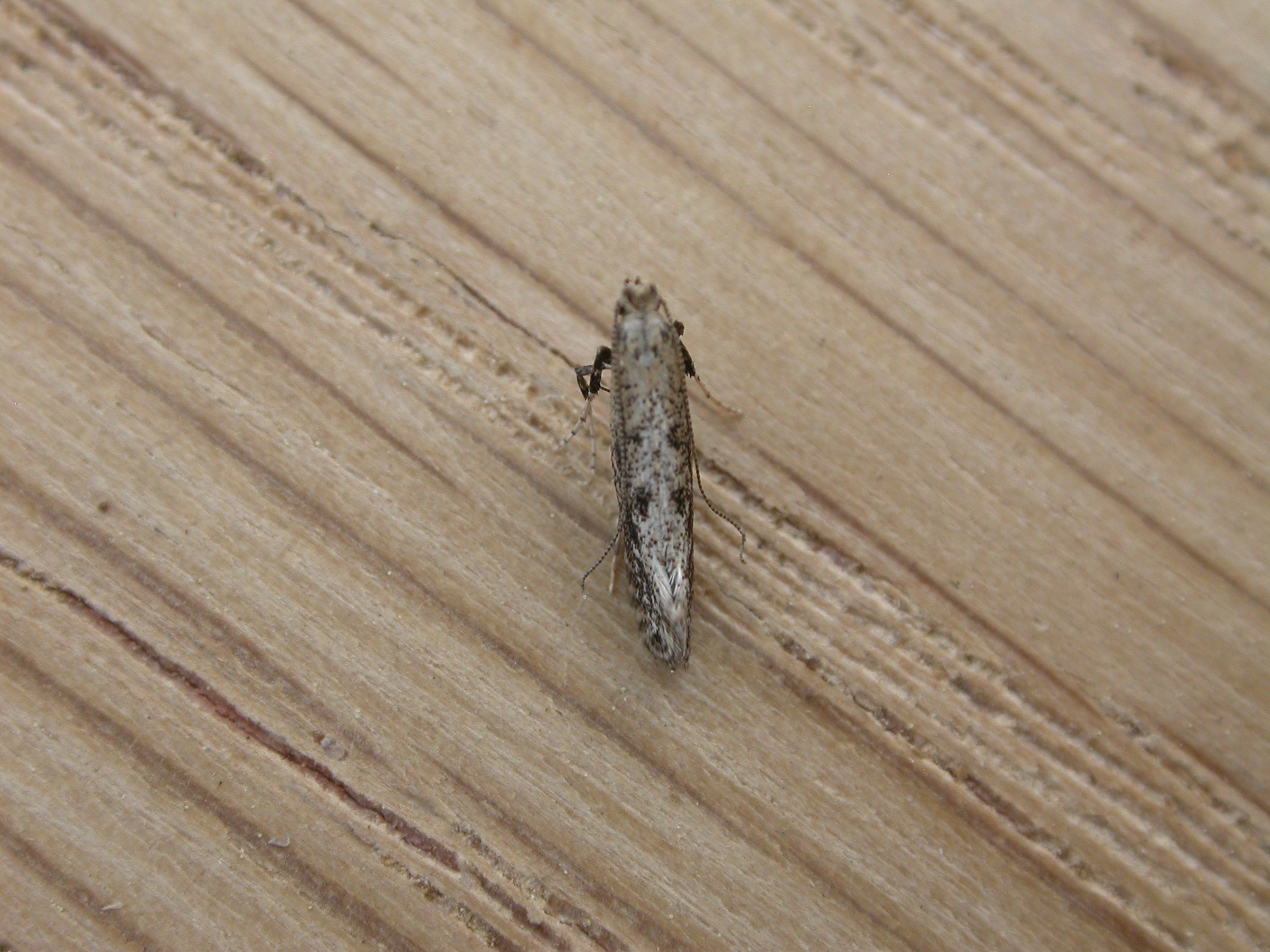
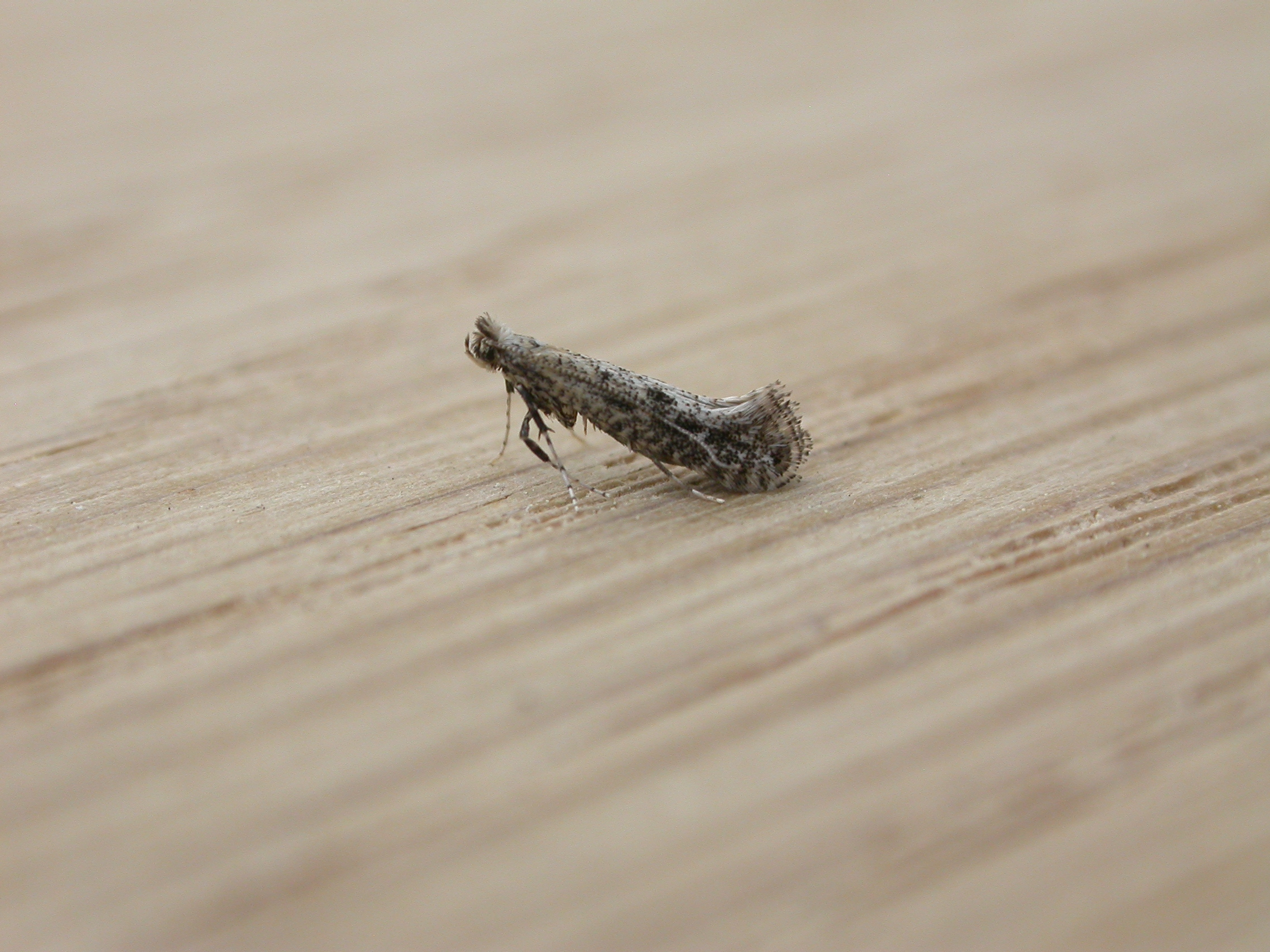
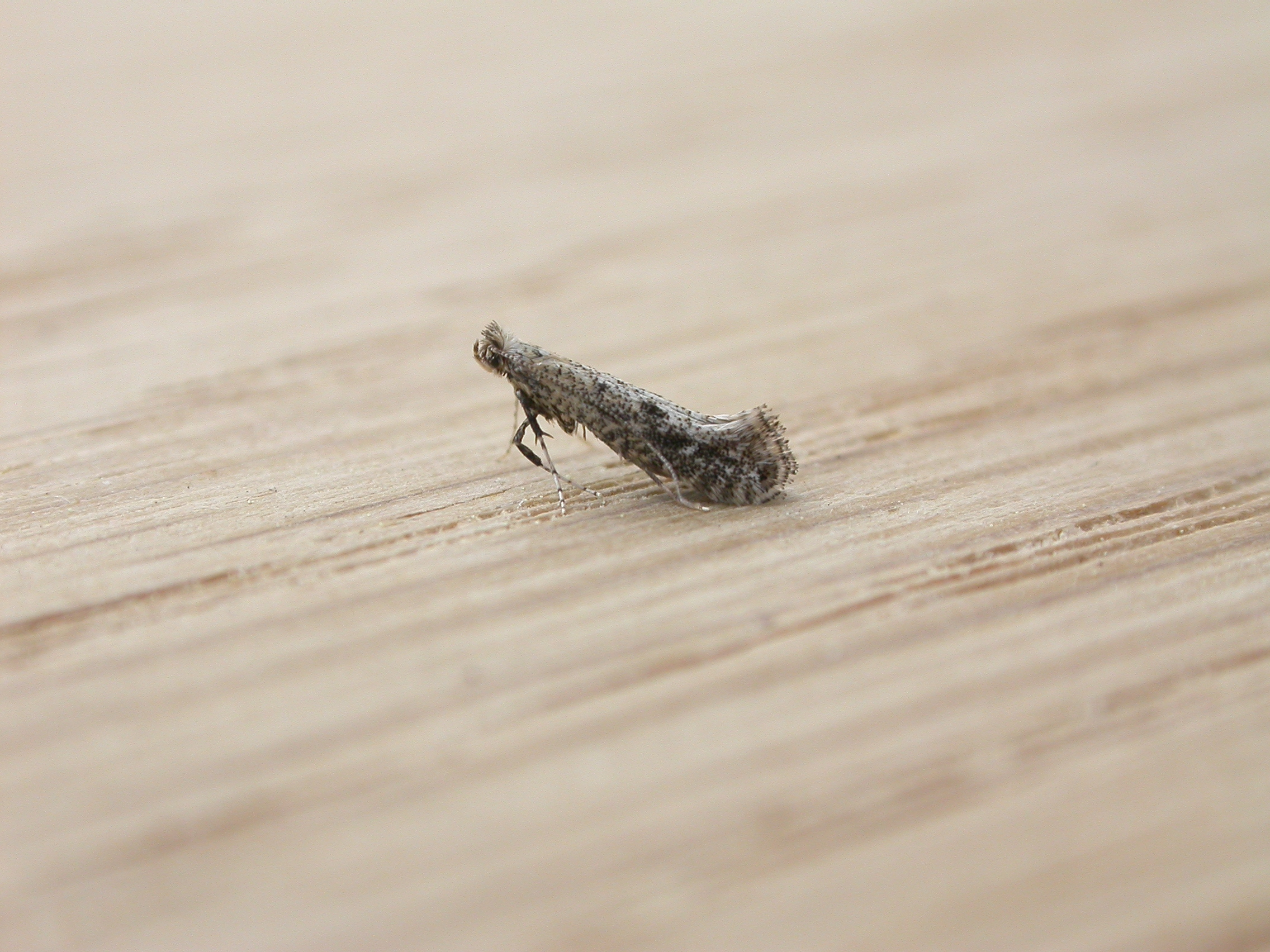

## Dottertaxa tillParornix, i alfabetisk ordning[1][2]
- Parornix acuta
- Parornix alni
- Parornix alta
- Parornix altaica
- Parornix ampliatella
- Parornix anglicella
- Parornix anguliferella
- Parornix arbitrella
- Parornix arbutifoliella
- Parornix asiatica
- Parornix atripalpella
- Parornix betulae
- Parornix bifurca
- Parornix boreasella
- Parornix carpinella
- Parornix compressa
- Parornix compsumpta
- Parornix concussa
- Parornix conspicuella
- Parornix cotoneasterella
- Parornix crataegifoliella
- Parornix devoniella
- Parornix dubitella
- Parornix ermolaevi
- Parornix errantella
- Parornix extrema
- Parornix fagivora
- Parornix festinella
- Parornix finitimella
- Parornix fragilella
- Parornix fumidella
- Parornix geminatella
- Parornix hastata
- Parornix impressipenella
- Parornix incerta
- Parornix innotata
- Parornix inusitatumella
- Parornix kalmiella
- Parornix kugitangi
- Parornix kumatai
- Parornix loganella
- Parornix loricata
- Parornix maliphaga
- Parornix maura
- Parornix melanotella
- Parornix micrura
- Parornix minor
- Parornix mixta
- Parornix multimaculata
- Parornix obliterella
- Parornix oculata
- Parornix ornatella
- Parornix peregrinaella
- Parornix persicella
- Parornix petiolella
- Parornix polygrammella
- Parornix preciosella
- Parornix quadripunctella
- Parornix retrusella
- Parornix scoticella
- Parornix spiraeifoliella
- Parornix strobivorella
- Parornix subfinitimella
- Parornix szocsi
- Parornix tenella
- Parornix texanella
- Parornix torquillella
- Parornix traugotti
- Parornix trepidella
- Parornix turcmeniella
- Parornix vicinella